# Psychoda juliae
Psychoda juliae és una espècie d'insecte dípter pertanyent a la família dels psicòdids que es troba a les Antilles: Puerto Rico.